# Hope (1814)
La goleta Hope fue un buque corsario al servicio de las Provincias Unidas del Río de la Plata durante la lucha por la independencia.

## Historia
La goleta Hope era un mercante con matrícula del puerto de Buenos Aires propiedad de Guillermo Brown dedicada al transporte de hacienda, cueros y sebo. Al mando del mismo Brown o de Guillermo Clay operaba en el Río de la Plata.
A fines de 1813 Brown armó su nave en corso, ya iniciados los aprestos de la Campaña Naval de 1814, de la cual se convertiría en su conductor. El 13 de enero de 1814 desde Colonia del Sacramento comunicó al Director Supremo de las Provincias Unidas del Río de la Plata: "que arribé la noche del 11 de enero habiendo sido perseguido ese día por el brig Cisne y el falucho Fama. El objeto de mi misión con respecto al queche ha sido frustrado por el momento... Esta mañana tomé un sloop y un schooner de Martín García cargados de maderas para Montevideo". El asalto tenía por objeto recapturar al queche Hiena, tomado por los realistas en la sublevación de Carmen de Patagones el año anterior.
No obstante el fracaso en alcanzar su objetivo primario, capturó la goleta Nuestra Señora del Carmen y la balandra San José y Ánimas, trece tripulantes y su armamento completo, los que fueron entregados por Brown al comandante de la Ensenada de Barragán.

Formalizando sus operaciones, Brown propuso en febrero de ese año a Juan Larrea armar a su goleta en guerra. Designado al frente de la flamante escuadra el 1 de marzo de 1814, vendió la Hope al estado para su incorporación a la flota. La nota de Brown dirigida a Larrea el 22 de marzo de 1814 autorizando a su mujer a retirar de la tesorería el importe de la venta de la Hope al estado indica que la operación se cerró en $4000.
Al mando del teniente Guillermo Clay, secundado por el piloto teniente Ricardo Brooks, con una tripulación de 8 hombres, la Hope se incorporó a la escuadra el 11 de marzo de 1814.
El parte del teniente coronel de marina Guillermo Brown acerca de las acciones del combate de Martín García (1814) señala que en la jornada del 12 de marzo de 1814, hallándose varada la fragata Hércules "ninguna nave acudió en la emergencia, con excepción de la Juliet y mi goleta Hope". Durante los días previos al exitoso asalto a la isla de Martín García del 17 de marzo que en buena medida decidiría la campaña en el frente oriental, la Hope transportó los refuerzos enviados desde el puerto de Las Conchas y desde Colonia. El 22 de marzo Brown agregaría "Nave esta (la Hope) sin la cual no se que podría haber hecho la flota".
Con variación en su artillería la Hope continuó sirviendo en la armada revolucionaria al mando de Clay, con dos oficiales, un guardián y 12 tripulantes, hasta su pérdida en el Buceo el 2 de junio de 1814 por un hecho de mar y sin pérdidas en la tripulación.